# Кватро Страде (Тревизо)
Кватро Страде је насеље у Италији у округу Тревизо, региону Венето.
Према процени из 2011. у насељу је живело 250 становника. Насеље се налази на надморској висини од 341 м.